# Seychellernes præsidenter
Seychellerne blev uafhængige i 1976. Seychellernes præsidenter har været:
| Nr | Billede                   | Navn                      | Fra              | Til              | Parti                                                                         |
|    | Præsident af Seychellerne | Præsident af Seychellerne |                  |                  |                                                                               |
| -- | ------------------------- | ------------------------- | ---------------- | ---------------- | ----------------------------------------------------------------------------- |
| 1  |                           | James Mancham             | 29. juni 1976    | 5. juni 1977     | Seychellernes Demokratiske Parti                                              |
| 2  |                           | France-Albert René        | 5. juni 1977     | 14. juli 2004    | Seychellers Progressive Folkefront                                            |
| 3  |                           | James Michel              | 14. juli 2004    | 16. oktober 2016 | Seychellers Progressive Folkefront (partiet ændrede navn i 2009) Folkepartiet |
| 4  |                           | Danny Faure               | 16. oktober 2016 | 26. oktober 2020 | Folkepartiet (partiet ændrede navn i 2018) Forenede Seychellerne              |
| 5  |                           | Wavel Ramkalawan          | 26. oktober 2020 | Nuværende        | Linyon Demokratik Seselwa                                                     |